# Peter Muyzers
Peter Muyzers é um especialista em efeitos especiais norte-americano. Como reconhecimento, foi nomeado ao Oscar 2010 na categoria de Melhores Efeitos Visuais por District 9.